# Arichanna diversicolor
Arichanna diversicolor là một loài bướm đêm trong họ Geometridae.